# Robert Smith (político)
Robert Smith (Lancaster, 3 de noviembre de 1757-Baltimore, 26 de noviembre de 1842) fue un abogado, político y militar estadounidense. Fue el segundo Secretario de la Armada de los Estados Unidos de 1801 a 1809 y el sexto Secretario de Estado de los Estados Unidos de 1809 a 1811.

## Biografía
Nació en Lancaster (Pensilvania). Su familia se mudó a Baltimore (Maryland), donde su padre se convirtió en un importante comerciante. Se graduó en el College of New Jersey (actual Universidad de Princeton) en 1781. Ese año se ofreció como voluntario en el Ejército Continental y sirvió hasta el final de la guerra de la independencia estadounidense. Después de la guerra, estudió leyes, se unió al colegio de abogados de Maryland y ejerció la profesión en Baltimore.
Fue miembro del colegio electoral de Maryland en 1789. Se convirtió en miembro del Senado de Maryland en 1793 y luego en la Cámara de Delegados de Maryland en 1796, donde ocupó una banca hasta 1800. En 1798 también fue elegido para el Consejo de la Ciudad de Baltimore. Reconociendo el conocimiento de Smith sobre derecho marítimo, el presidente Thomas Jefferson lo nombró Secretario de la Armada en 1801, cargo que ocupó hasta que en 1809 se convirtió en Secretario de Estado del presidente James Madison.
La primera elección de Madison para el puesto fue Albert Gallatin, secretario del Tesoro. Sin embargo, los senadores se opusieron al nombramiento y prefirieron a Smith. Al permanecer cerca de los rivales de Madison en el Senado, Smith aseguró un clima continuo de desaprobación por parte del presidente. Además, Madison, que se había desempeñado como Secretario de Estado durante ocho años, no confiaba en la competencia de Smith en el puesto ye incluso llegó a redactar muchas de las notas diplomáticas de Smith.
La importante misión diplomática de Smith para mejorar las relaciones con Gran Bretaña resultó ser un fracaso. Asesorado por Madison, entró en negociaciones con David M. Erskine, ministro británico en Washington. Los dos intentaron estabilizar las relaciones bilaterales entre los Estados Unidos y Gran Bretaña mediante el restablecimiento de los derechos comerciales durante las guerras napoleónicas.
Erskine sobrepasó su autoridad, ofreció demasiadas concesiones y no logró transmitir el requisito central del secretario de relaciones exteriores británico, George Canning, de un acuerdo: que Estados Unidos acepte no comerciar con los franceses mientras dure la guerra de Gran Bretaña con Francia. Esta omisión condenó el Acuerdo Smith-Erskine de 1809, que estipulaba la apertura del comercio entre ambos países. Canning informó a la Cámara de los Comunes que Erskine había violado sus instrucciones y que el acuerdo no sería confirmado. Cuando Madison y Smith finalmente leyeron las instrucciones de Canning a Erskine, llegaron a la conclusión de que Canning nunca había tenido la intención de llegar a un acuerdo. La frustración por el fracaso del acuerdo ayudó a impulsar a los dos países a la guerra anglo-estadounidense de 1812.
En marzo de 1811, Gallatin le solicitó a Madison que despidiera a Smith del gabinete y amenazó con renunciar de otra manera. Madison consintió y le ofreció a Smith el puesto de ministro en Rusia, con la esperanza de anular las posibilidades futuras de Smith de ocupar un alto cargo. Smith rechazó la misión y tomó represalias publicando una nota, con la esperanza de derrocar a la administración de Madison. Sin embargo, no pudo empañar el prestigio público de la presidencia. Renunció el 1 de abril de 1811 y volvió a ocupar cargos públicos.
Su hermano, Samuel Smith, fue presidente pro tempore del Senado de los Estados Unidos.

## Homenajes
El USS Robert Smith, botado en 1920 y puesto fuera de servicio en 1930, fue nombrado en su honor.